# Plombières-les-Bains

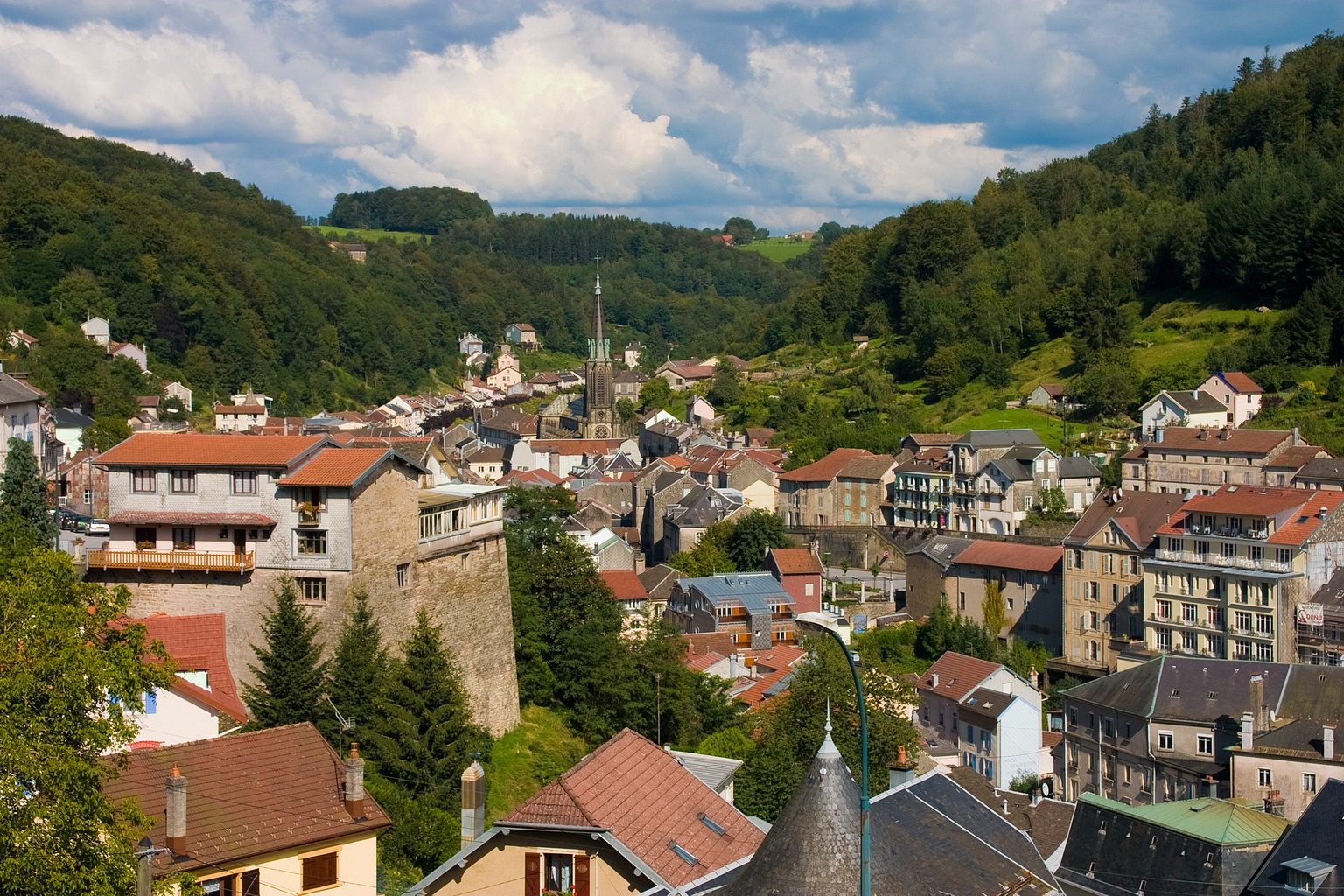
Plombières-les-Bains

Plombières-les-Bains ist eine französische Kleinstadt mit 1571 Einwohnern (1. Januar 2022) im Département Vosges in der Region Grand Est (bis 2015 Lothringen). Sie gehört zum Arrondissement Épinal und zum Gemeindeverband Porte des Vosges Méridionales. Der Name geht auf das keltische Wort plumber für heißes Wasser zurück.

## Geografie
Die Stadt liegt am Ufer des Flusses Augronne. Auf dem Gebiet der Gemeinde gibt es 27 schwach mineralisierte Heiße Quellen, die reich an Spurenelementen sind. Die Thermalquellen von Plombières erreichen Temperaturen zwischen 57 und 84 Grad. Die Gemeinde liegt im Regionalen Naturpark Ballons des Vosges. Zu Plombières-les-Bains gehört seit 1973 das Dorf Ruaux.
Nachbargemeinden von Plombières-les-Bains sind Bellefontaine im Norden, Saint-Nabord im Nordosten, Le Val-d’Ajol im Osten und Südosten, Fougerolles-Saint-Valbert im Süden, Aillevillers-et-Lyaumont im Südwesten, Le Clerjus im Westen sowie Xertigny im Nordwesten.

## Geschichte
Die heißen Quellen von Plombières wurden bereits zu gallo-römischer Zeit entdeckt und für die Einrichtung eines Thermalbads genutzt. Während der Völkerwanderung zerstört, wurde es im Mittelalter wieder aufgebaut.
Unter den Besuchern des Bades waren Michel de Montaigne, Voltaire, der Herzog von Guise, die Herzöge von Lothringen, Beaumarchais (nach einigen Quellen soll die Uraufführung seiner romantischen Komödie Der tolle Tag oder Figaros Hochzeit hier stattgefunden haben), Napoléon Bonaparte, Joséphine de Beauharnais, Napoléon III., Hector Berlioz, Alphonse de Lamartine und Alfred de Musset.
Auf einem Grundstück, das der Abtei Remiremont gehörte, ließ Herzog Friedrich III. auf der linken Seite der Augronne um 1292 eine Festung errichten, die wahrscheinlich bei einem Brand 1297 zerstört wurde.
Das Speiseeis Plombir wurde ursprünglich in der Stadt erfunden: Ab 1798 bot der Pariser Konditor Tortoni seinen Kunden eine halbgefrorene Süßspeise aus Crème fraîche, Eiern, Vanille und kandierten Früchten namens Plombière an, die auch vom Schriftsteller Honoré de Balzac in seinen Briefen erwähnt wurde. Ab 1852 wurde Plombir in Paris in Waffelbechern hergestellt.
Am 21. Juli 1858 fand im Pavillon des Princes (heute die Verwaltung der Société thermale) das Geheimtreffen zwischen Napoleon III. und Camillo Cavour, dem Premierminister des Königreichs Sardinien-Piemont, statt. Bei diesem Treffen schlossen die beiden einen Vertrag ab, in dem Frankreich seine Unterstützung für den Fall eines österreichischen Angriffs zusagte (siehe Sardischer Krieg). Im Gegenzug musste Cavour das Königreich Savoyen und die Grafschaft Nizza abtreten. Dieser Vertrag war eine wichtige Voraussetzung für die Einigung Italiens im Jahre 1861 (→ Risorgimento).
Nach jahrelangen finanziellen Schwierigkeiten der Firmen, die die Kuranlage und Hotels betrieben haben, mussten sie im Jahr 2024 Zahlungsunfähigkeit anmelden. In einem gerichtlichen Vergleichsverfahren wurden Interessenten für die Fortführung der Geschäfte gesucht, vergeblich. Ende 2014 wurde die Firma, die das Grand Hotel und das Restaurant Orangerie betrieb, aufgelöst. Erhalten blieb vorläufig der Betrieb der Kuranlagen.

### Bevölkerungsentwicklung
| Jahr                       | 1962 | 1968 | 1975 | 1982 | 1990 | 1999 | 2007 | 2015 | 2020 |
| -------------------------- | ---- | ---- | ---- | ---- | ---- | ---- | ---- | ---- | ---- |
| Einwohner                  | 2701 | 2770 | 2486 | 2297 | 2084 | 1906 | 1955 | 1699 | 1566 |
| Quellen: Cassini und INSEE |      |      |      |      |      |      |      |      |      |

## Sehenswürdigkeiten

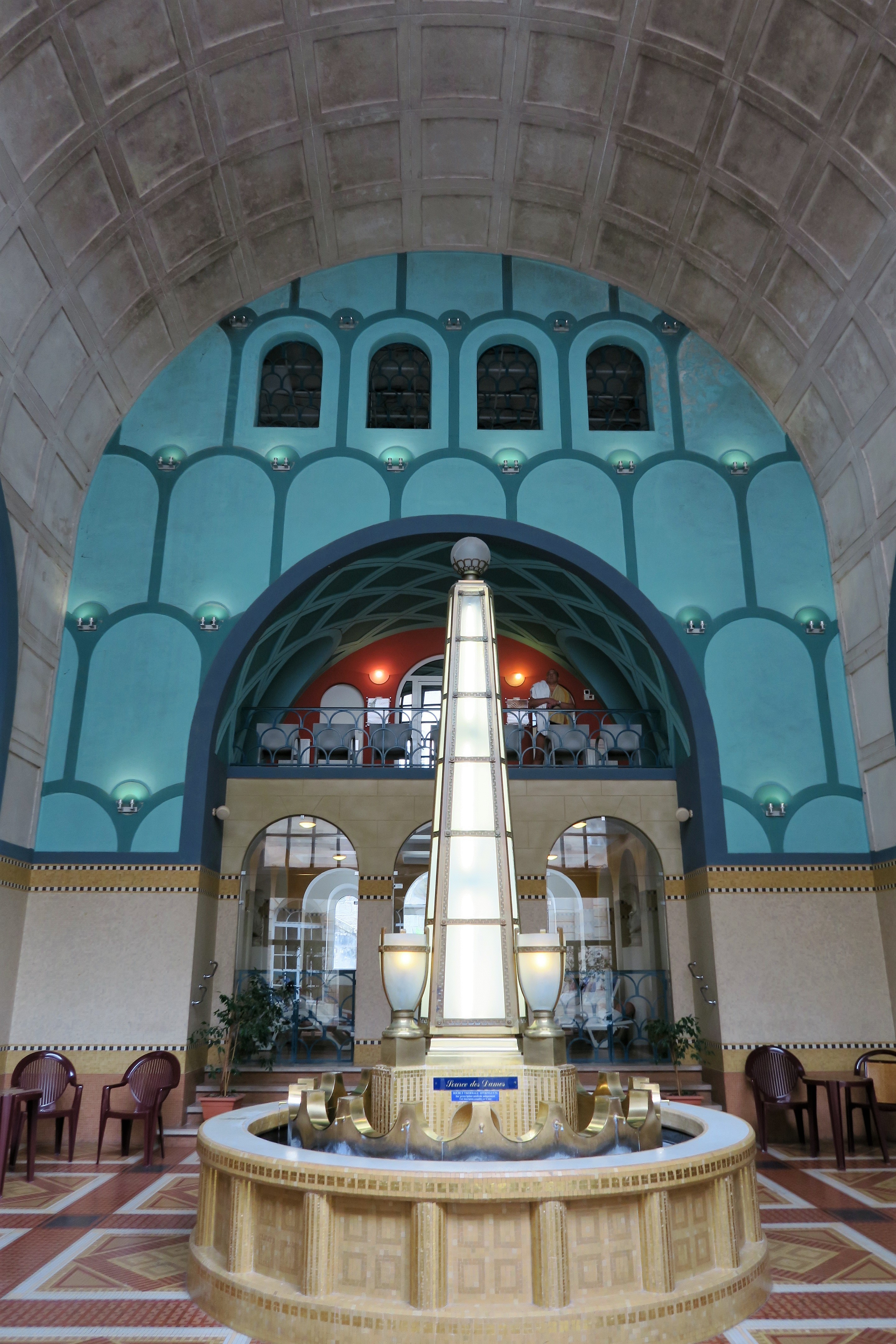
Bain National in Plombières-les-Bains

- Bain Stanislas, ein Badehaus aus dem 18. Jahrhundert
- Bain National, ein klassizistisches Badehaus aus dem 19. Jahrhundert
- Thermes Napoléon, Badehaus und Grand Hotel aus dem 19. Jahrhundert
- zwölf antike römische Statuen stehen seit den 1930er Jahren in Plombières-les-Bains, eine Leihgabe des Louvre in Paris.[6]

|  |  |  |

## Partnergemeinden
Plombières-les-Bains ist 1980 mit der deutschen Gemeinde Rickenbach (Hotzenwald) in Baden-Württemberg eine Gemeindepartnerschaft eingegangen. Eine überseeische Partnergemeinde ist seit 2013 Saint-Claude (Guadeloupe), eine weitere Santena in Italien.

## Persönlichkeiten
- Der französische Maler François-Louis Français (1814–1897) und der katholische Erzbischof André-Georges Bontems (1910–1988) wurden in Plombières-les-Bains geboren.
- Der Ingenieur Robert Fulton (1765–1815) erprobte am 9. August 1802 auf dem Fluss Augronne nahe Plombières das Modell eines Dampfschiffs.[8]Denkmal Robert Fulton

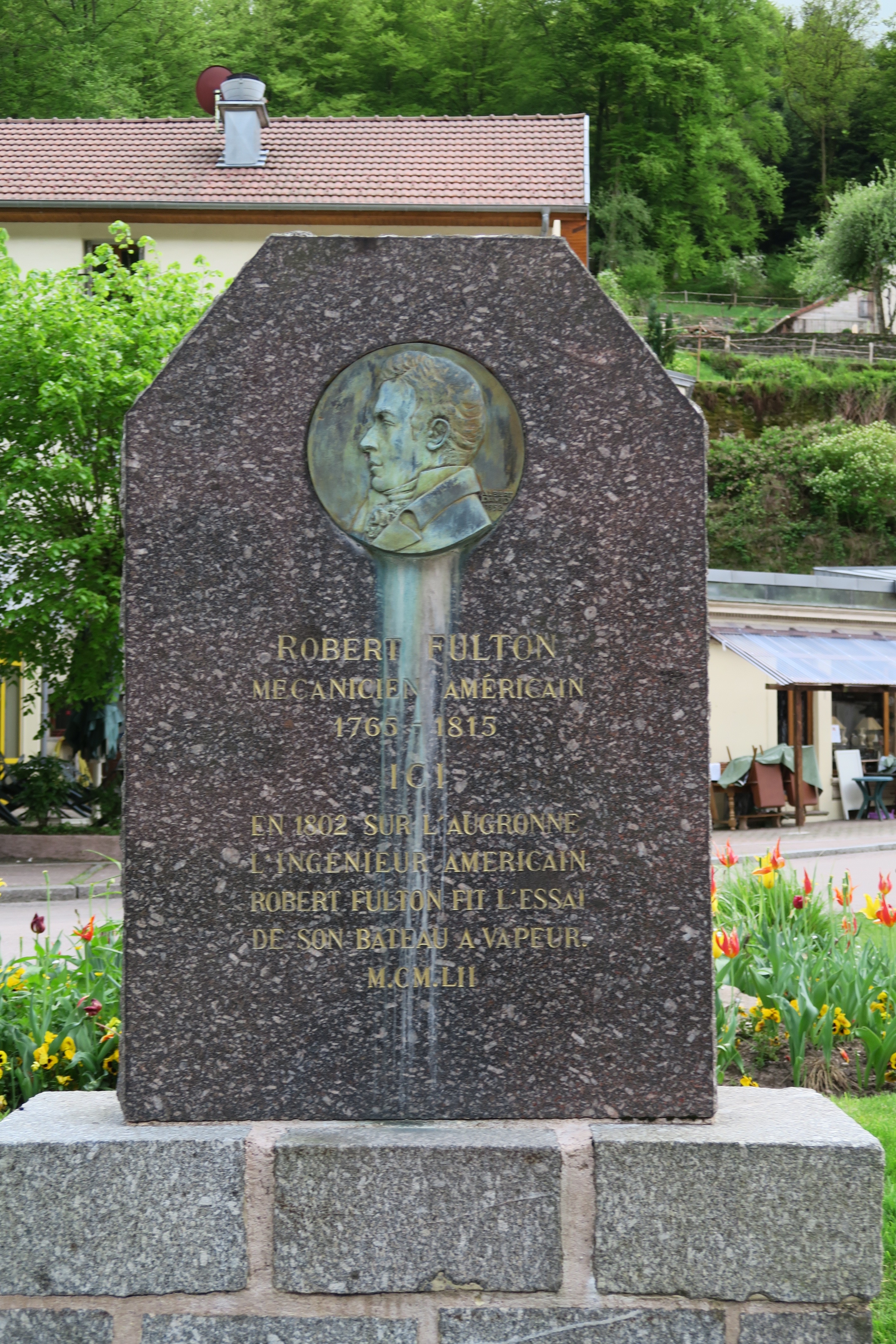
Denkmal Robert Fulton

## Sonstiges
Die Opera buffa Il viaggio a Reims von Gioachino Rossini spielt 1825 in Plombières-les-Bains.
Am 29. Juni 2021 erlitt die Gemeinde wenige Tage vor Beginn der Sommersaison einen kurzen, aber sehr schweren Hagelsturm, der das Hageleis von 80 cm bis zu 1,20 m Höhe in den Straßen auftürmte. Keller, Erdgeschosse und Geschäfte wurden überflutet. Die Bürgermeisterin bezeichnete das Ereignis als „apokalyptisch“.

## Film
- Frankreichs mythische Orte – Plombières-les-Bains. (OT: Villages de France) Dokumentarfilm, Frankreich, 2012, 25:56 Min., Buch und Regie: Stéphane Jacques, Moderation: Emmanuel Laborde, Produktion: arte France, System TV, Reihe: Frankreichs mythische Orte (24/40), Erstsendung: 8. Juni 2012 bei arte; Inhaltsangabe. ARD.